# Navamorcuende
Navamorcuende és un municipi de la província de Toledo, a la comunitat autònoma de Castella la Manxa. Limita amb Gavilanes al nord, a la província d'Àvila i El Encinarejo, segregat d'Almendral de la Cañada, i Sartajada al nord, Almendral de la Cañada i El Real de San Vicente a l'est, Hinojosa de San Vicente, Marrupe, Sotillo de las Palomas i Cervera de los Montes al sud i Montesclaros a l'oest, a la de Toledo.

## Demografia
| 1996 | 1998 | 1999 | 2000 | 2001 | 2002 | 2003 | 2004 | 2005 | 2006 |
| ---- | ---- | ---- | ---- | ---- | ---- | ---- | ---- | ---- | ---- |
| 765  | 735  | 726  | 741  | 735  | 724  | 717  | 708  | 703  | 708  |

## Administració
| Període      | Nom de l'alcalde/-essa         | Partit polític | Data de possessió |
| ------------ | ------------------------------ | -------------- | ----------------- |
| 1979 - 1983  | Vicente Lázaro Lázaro          | UCD            | 19/04/1979        |
| 1983 - 1987  | Vicente Lázaro Lázaro          | Independiente  | 28/05/1983        |
| 1987 - 1991  | Victoriano Blázquez Muñoz      | PSOE           | 30/06/1987        |
| 1991 - 1995  | Victoriano Blázquez Muñoz      | PSOE           | 15/06/1991        |
| 1995 - 1999  | Victoriano Blázquez Muñoz      | PSOE           | 17/06/1995        |
| 1999 - 2003  | Adelia Teresa Hernández García | PP             | 03/07/1999        |
| 2003 - 2007  | Adelia Teresa Hernández García | PP             | 14/06/2003        |
| 2007 - 2011  | Victoriano Blázquez Muñoz      | PSOE           | 16/06/2007        |
| 2011 - 2015  | n/d                            | n/d            | 11/06/2011        |
| 2015 - 2019  | n/d                            | n/d            | 13/06/2015        |
| 2019 - 2023  | n/d                            | n/d            | 15/06/2019        |
| Des del 2023 | n/d                            | n/d            | 17/06/2023        |